# Ennepetal
Ennepetal település Németországban, azon belül Észak-Rajna-Vesztfália tartományban. Lakosainak száma 30 502 fő (2023. december 31.). Ennepetal Wuppertal, Gevelsberg és Breckerfeld községekkel határos.

## Népesség
A település népességének változása:
| Lakosok száma | 37 347 | 29 926 | 29 929 | 30 075 | 30 306 | 30 652 | 30 502 |
|               | 1975   | 2015   | 2017   | 2019   | 2021   | 2022   | 2023   |